# Episodi di Mercoledì (prima stagione)
La prima stagione della serie televisiva Mercoledì, composta da otto episodi, è stata distribuita da Netflix il 23 novembre 2022. Gli episodi sono stati diretti da Tim Burton, Gandja Monteiro e James Marshall.
| nº | Titolo originale                 | Titolo italiano                              | Pubblicazione    |
| -- | -------------------------------- | -------------------------------------------- | ---------------- |
| 1  | Wednesday's Child Is Full of Woe | Chi nasce di Mercoledì è immensamente triste | 23 novembre 2022 |
| 2  | Woe Is the Loneliest Number      | Un triste isolamento                         | 23 novembre 2022 |
| 3  | Friend or Woe                    | Tristemente amici o nemici                   | 23 novembre 2022 |
| 4  | Woe What a Night                 | Una triste serata                            | 23 novembre 2022 |
| 5  | You Reap What You Woe            | Chi semina vento raccoglie tristezza         | 23 novembre 2022 |
| 6  | Quid Pro Woe                     | Un triste compleanno                         | 23 novembre 2022 |
| 7  | If You Don't Woe Me By Now       | È triste che tu non mi conosca ancora        | 23 novembre 2022 |
| 8  | A Murder of Woes                 | Triste da morire                             | 23 novembre 2022 |

## Chi nasce di Mercoledì è immensamente triste
- Titolo originale: Wednesday's Child Is Full of Woe
- Diretto da: Tim Burton
- Scritto da: Alfred Gough e Miles Millar

### Trama
Mercoledì Addams, una studentessa delle scuole superiori, trova suo fratello Pugsley legato in un armadietto. Quando lo tocca, ha una visione psichica dei bulli che lo hanno maltrattato. Per vendetta getta dei piranha nella vasca dove questi nuotano e viene quindi espulsa dalla scuola. I suoi genitori, Morticia e Gomez, decidono d'iscriverla alla Nevermore Academy, una scuola per "reietti" mostruosi che si trova a poca distanza dal villaggio di Jericho, nello stato del Vermont. Morticia, che a suo tempo aveva frequentato l'Istituto, vorrebbe che la figlia seguisse le sue orme. Nel frattempo, nel bosco nelle vicinanze della Nevermore Academy, un escursionista viene ucciso da un mostro sconosciuto. I genitori di Mercoledì incaricano Mano di vegliare su di lei a sua insaputa, che però Mercoledì scopre subito costringendola a divenire sua alleata. Alla Nevermore, Mercoledì incontra la sua compagna di stanza Enid Sinclair, una licantropa che non riesce a trasformarsi e che si rivela essere il suo esatto opposto, poiché espansiva e amante dei colori. Trova invece in Bianca, una sirena leader della scuola, una rivale, con cui duella a spada dopo che questa ha fatto la prepotente con un altro ragazzo, Rowan. Più tardi, Mercoledì viene quasi uccisa da un gargoyle che cade dalla cima di una torre, ma viene salvata dall'ex fidanzato di Bianca, Xavier. Dopo essere scappata durante la sessione di terapia psicologica con la dottoressa Valerie Kinbott, impostale dal tribunale, Mercoledì incontra Tyler Galpin, un giovane barista che accetta di aiutarla a fuggire dalla Nevermore. Tuttavia, nel suo tentativo, viene catturata dalla preside Larissa Weems e riportata a scuola. In un momento di confidenza tra Mercoledì e la sua compagna di stanza, dato dal fatto che quest'ultima non ha la possibilità di usare appieno i suoi poteri, Mercoledì non si mostra di particolare conforto e confessa il motivo della sua insensibilità: quando aveva sei anni, stava passeggiando col suo, particolare, animale domestico: uno scorpione. Dei bulletti, trovando stramba la cosa, uccisero l'animaletto con le loro bici. Mercoledì, dopo averlo sepolto con le lacrime agli occhi, giurò a se stessa di non piangere mai più. Enid risponde che il suo segreto è al sicuro. Più tardi, Tyler e Mercoledì s'incontrano alla fiera locale e Mercoledì ha una visione della morte di Rowan. Quest'ultimo tenta di ucciderla con la magia, perché la considera una minaccia per la scuola, ma viene a sua volta ucciso dal mostro, come nella visione di Mercoledì. Quella stessa sera, la giovane Addams parla con i suoi genitori mediante una sfera di cristallo, in suo possesso, ai quali confessa che probabilmente si troverà bene in quell'istituto. 
- Guest star: Catherine Zeta-Jones (Morticia Addams), Luis Guzmán (Gomez Addams), Isaac Ordonez (Pugsley Addams), George Burcea (Lurch)
- Il titolo originale dell'episodio, Wednesday's Child Is Full of Woe, ovvero "il bambino che nasce di mercoledì è pieno di tristezza", fa riferimento alla filastrocca inglese Monday's Child,[4] da cui avrebbe avuto origine il nome stesso di Mercoledì Addams: quando si dovette scegliere un nome per la bambola di pezza della figlia del gruppo di personaggi creati da Charles Addams per le sue vignette su The New Yorker e prodotta dalla Aboriginals Ltd. di Manhattan nel 1962, un amico di Addams osservò che la bambina gli faceva pensare al "bambino pieno di tristezza" protagonista della vecchia filastrocca inglese.[5] Nell'episodio, la stessa Morticia, quando presenta Mercoledì alla direttrice della Nevermore Academy, afferma di aver scelto il nome della figlia per lo stesso motivo, aggiungendo inoltre che Monday's Child è la sua filastrocca preferita. Il titolo originale di tutti gli episodi della stagione, contiene un gioco di parole con la parola woe ("tristezza", "malinconia"[6]), proprio in riferimento al verso della filastrocca.

## Un triste isolamento
- Titolo originale: Woe Is the Loneliest Number
- Diretto da: Tim Burton
- Scritto da: Alfred Gough e Miles Millar

### Trama
Mercoledì convince lo scettico sceriffo Donovan Galpin, padre di Tyler, che l'autore degli omicidi è in realtà un mostro. Rowan però ricompare alla Nevermore Academy apparentemente illeso, così Mercoledì dubita della sua sanità mentale e decide di indagare lei stessa sugli omicidi: vaga per il campus chiedendo informazioni su Rowan e le viene detto che è stato espulso. Nel frattempo, la preside Weems si preoccupa per le visioni di Mercoledì e decide di tenerla sotto stretta sorveglianza, dato che a suo dire, anche la madre Morticia aveva lo stesso potere, quando aveva la sua età. Mercoledì affronta Rowan mentre sta lasciando la scuola, chiedendogli spiegazioni sull'accaduto, ma lui nega ogni cosa, così lei lo fa seguire da Mano. Durante il pedinamento di Rowan, Mano ad un certo punto perde le tracce del ragazzo, perché egli ha assunto un nuovo aspetto, per poi scoprire che in realtà si trattava della direttrice Weems, che è una mutante e si era trasformata in lui. Mercoledì ha nuovamente delle visioni riguardo a un libro appartenente a una vecchia società studentesca. Questo libro contiene una pagina che Rowan aveva strappato, sulla quale è raffigurata la stessa Mercoledì, responsabile della distruzione della scuola: ecco perché era considerata da lui una minaccia. Nella sua ricerca del libro, sente Bianca che pianifica di truccare l'imminente torneo studentesco (la coppa Poe). Così, per umiliarla e dimostrare di essere più in gamba di lei, Mercoledì si unisce a Enid per sconfiggere Bianca e insieme vincono il torneo, grazie anche all'aiuto di Mano. Più tardi, Mercoledì scopre una biblioteca nascosta all'interno della scuola, accessibile solo dopo aver risolto un enigma, dove trova il libro da cui Rowan ha strappato la pagina che la raffigurava, per poi venire catturata dalla confraternita segreta di studenti che vi ha sede.

## Tristemente amici o nemici
- Titolo originale: Friend or Woe
- Diretto da: Tim Burton
- Scritto da: Kayla Alpert

### Trama
Mercoledì si ritrova legata e circondata dai membri di una società studentesca segreta d'élite (di nome "Belladonna"), di cui fanno parte anche Bianca e Xavier. Mercoledì si libera e lascia la biblioteca, portando con sé uno dei libri. La direttrice Weems ordina a Mercoledì di suonare nella banda della scuola durante un'imminente cerimonia cittadina. Un disegno nel libro la conduce a una mostra in una fiera locale, dove nota il dipinto di una ragazza che aveva visto nelle sue visioni. Nella foresta, Mercoledì ha una visione della ragazza, una sua antenata di nome Goody Addams, pronta per essere giustiziata da Joseph Crackstone, fondatore della città nonché un fanatico religioso che ha sterminato i precedenti abitanti di Jericho accusandoli di stregoneria, ma la ragazza riesce a scappare. Mercoledì viene poi attaccata dal mostro e scopre che dietro la sua identità si nasconde un essere umano in grado di trasformarsi. Tornata in città, Mercoledì, durante la cerimonia, appicca un incendio (con la complicità di Mano) per bruciare la statua di Crackstone e viene rimproverata dalla direttrice Weems. Poco dopo un barbone viene ucciso nella foresta dal mostro e, sulla scena del crimine, la polizia trova una macchina fotografica durante le sue indagini. L'apparecchio del barbone ha catturato alcune immagini del mostro.

## Una triste serata
- Titolo originale: Woe What a Night
- Diretto da: Tim Burton
- Scritto da: Kayla Alpert

### Trama
Mercoledì e Mano irrompono nell'ufficio del medico legale per copiare i documenti delle vittime del mostro. Nel tentativo di identificare uno schema, scopre che a ciascuna vittima sono state rimosse chirurgicamente parti del corpo. Mercoledì inizia a sospettare di Xavier, a causa dei graffi che lui ha sul suo collo, e lo segue nel suo studio d'arte, dove scopre diversi disegni del mostro, che la conducono alla tana del mostro. Lì, recupera uno dei suoi artigli e lo dà allo sceriffo Galpin per verificarne il DNA. Mercoledì e Tyler partecipano poi insieme al ballo scolastico chiamato Rave'N. Nel frattempo, il compagno di classe Eugene, che è al corrente del lavoro investigativo di Mercoledì, assiste a una figura misteriosa che fa esplodere la caverna del mostro. Il ballo viene interrotto dal figlio del sindaco, che fa scattare gli irrigatori antincendio dell'edificio per vendicarsi di Mercoledì che ha interrotto la cerimonia cittadina. Mercoledì sente che Eugene è in pericolo e si dirige nella foresta, ma lo trova già gravemente ferito dal mostro.
- L'attrice Jenna Ortega ha personalmente coreografato la sequenza della danza al Rave'N sul brano Goo Goo Muck dei Cramps, ispirandosi a Siouxsie Sioux, Bob Fosse e ai filmati di discoteche gotiche degli anni ottanta.[7][8]
- La scena finale con gli irrigatori che spargono sangue finto sui ragazzi presenti al Rave'N è una citazione/parodia della celebre scena finale del film Carrie - Lo sguardo di Satana (Carrie, 1976), in cui sulla protagonista i bulli fanno piovere sangue di maiale, scatenandone i poteri paranormali, con la differenza che qui, invece, viene usata una vernice rossa, con Mercoledì che rimane del tutto indifferente all'accaduto, dimostrandosi anzi delusa dal fatto che non si tratti nemmeno di vero sangue di maiale.[9]

## Chi semina vento raccoglie tristezza
- Titolo originale: You Reap What You Woe
- Diretto da: Gandja Monteiro
- Scritto da: April Blair

### Trama
32 anni prima degli avvenimenti in corso, Gomez era stato arrestato con l'accusa di aver ucciso Garrett Gates alla Nevermore. Nel presente, gli Addams visitano Mercoledì per il fine settimana dei genitori alla Nevermore. Una seduta di terapia familiare viene interrotta quando Mercoledì svela ai propri genitori di essere al corrente del sospetto omicidio. Nel frattempo, lo sceriffo Galpin scopre che il medico legale si è suicidato dopo aver ammesso di aver manomesso il rapporto dell'autopsia di Gates. Galpin conclude allora che Gomez è colpevole e lo arresta. In prigione, Gomez rivela a Mercoledì che Gates è stato ucciso per errore, mentre Morticia confessa di essere lei la vera colpevole. Mercoledì e Morticia scavano la tomba di Gates per scoprire che era stato avvelenato a morte prima che potesse essere ferito da Morticia, ma vengono catturate dalla polizia e arrestate. Una volta liberate, affrontano il sindaco, che rivela che Garrett intendeva avvelenare l'intera scuola a causa dell'odio di suo padre per i reietti. Il sindaco accetta di rilasciare Gomez dopo aver ammesso di aver nascosto il movente di Gates per mantenere la pace a Jericho. Ciò che è accaduto fa riavvicinare Mercoledi e la madre, che si è resa conto che la figlia, proprio come lei da giovane, ha acquisito dei poteri psichici che le consentono di avere le frequenti visioni a cui va incontro. Morticia rivela a Mercoledì che per imparare a padroneggiare tale potere bisogna fare affidamento sui propri antenati e la ragazza rivela di aver visto Goody Addams (che durante l'episodio si è scoperto essere la fondatrice dell'associazione studentesca "Belladonna") in una delle sue visioni, ma Morticia le intima di non fidarsi troppo dell'antenata, poiché è stata consumata dalla vendetta. Di ritorno alla Nevermore, la direttrice Weems ammette con riluttanza di aver coperto la morte di Rowan mutando forma nel tentativo di eludere le polemiche a scuola. Poco dopo, compare sul giardino della scuola una scritta creata con il fuoco recitante "Pioverà fuoco". 
- Guest star: Catherine Zeta-Jones (Morticia Addams), Luis Guzmán (Gomez Addams), Isaac Ordonez (Pugsley Addams), George Burcea (Lurch)

## Un triste compleanno
- Titolo originale: Quid Pro Woe
- Diretto da: Gandja Monteiro
- Scritto da: April Blair

### Trama
Mercoledì tenta di evocare Goody, una sua vecchia antenata sensitiva come lei. Durante una festa di compleanno a sorpresa, Mercoledì ha una visione di Goody, che le ordina di cercare la villa dei Gates. Lì, vede il sindaco mentre sta lasciando l'edificio e si intrufola nella sua macchina. Dopo essere tornato in città, il sindaco viene investito e ferito gravemente. La direttrice Weems chiude la scuola e vieta a Mercoledì di uscire. Con l'aiuto di Tyler ed Enid, fugge e torna alla villa dei Gates, dove scoprono che Laurel Gates, la sorella di Garrett a lungo ritenuta morta, potrebbe essere ancora viva. Mercoledì ed Enid trovano le parti del corpo mozzate delle vittime del mostro in una cantina, ma sono costrette a scappare dopo essere state scoperte dal mostro, mentre Tyler rimane ferito da questi. Mercoledì porta Galpin in cantina, ma la trova vuota. Alla Nevermore, Mercoledì convince la direttrice Weems a non espellerla per poter portare avanti le sue indagini. Enid viene cambiata di stanza, e si dimostra arrabbiata nei confronti di Mercoledì, in conseguenza del fatto che l'abbia messa in pericolo. In ospedale, una figura sconosciuta uccide il sindaco.

## È triste che tu non mi conosca ancora
- Titolo originale: If You Don't Woe Me By Now
- Diretto da: James Marshall
- Scritto da: Alfred Gough, Miles Millar e Matt Lambert

### Trama
Al funerale del sindaco, Mercoledì nota una figura in disparte che osserva l'evento e la insegue nella foresta. La figura si rivela essere lo zio Fester, che spiega a Mercoledì che il mostro su cui sta indagando è un Hyde. Insieme recuperano un diario dalla biblioteca nascosta che rivela che un Hyde deve sempre avere un padrone. Successivamente, tramite un veicolo rubato dallo zio, seguono Xavier e assistono a un suo incontro con la dottoressa Kinbott nella foresta. Dopo essere tornata da un appuntamento con Tyler, in cui quest'ultimo afferma che vorrebbe che loro fossero più che amici, Mercoledì trova la sua stanza devastata, il diario rubato e Mano gravemente ferito. Così lo porta dallo zio Fester, affinché possa rianimarlo con l'elettricitá. Apparentemente non c'è più niente da fare, e vedendo Mano quasi morto, Mercoledì è molto preoccupata e le vengono gli occhi lucidi, ma fortunatamente Mano si riprende, e la ragazza giura di farla pagare al colpevole. Il figlio del sindaco rivela a Mercoledì che Laurel Gates è viva e che è probabile sia lei la padrona dell'Hyde. Mercoledì inizialmente sospetta della dottoressa Kinbott, ma quest'ultima viene uccisa proprio da Hyde, non appena la ragazza se ne va. La polizia arriva, nel luogo dove Xavier tiene i suoi disegni, per arrestarlo, dato che Mercoledì crede sia lui il mostro, infatti afferma che in ogni occasione in cui è comparso il mostro, lui è sempre stato presente. Quella sera Mercoledì bacia Tyler, ma subito dopo una visione le rivela che è lui Hyde, così scappa via.
- Guest star: Fred Armisen (Zio Fester)

## Triste da morire
- Titolo originale: A Murder of Woes
- Diretto da: James Marshall
- Scritto da: Alfred Gough e Miles Millar

### Trama
Mercoledì e i suoi compagni di classe attirano Tyler nella foresta, dove lo rapiscono. In cerca di una confessione, Mercoledì inizia a torturare Tyler, ma gli altri presenti sono in disaccordo con i suoi metodi e avvisano la direttrice Weems che fa arrestare Mercoledì. Alla stazione di polizia, Tyler confessa a Mercoledì di essere il mostro, dicendole che alla prima occasione le farà del male. 
La giovane Addams si reca alla cella di Xavier dove gli chiede scusa per le accuse infondate e chiede il suo aiuto per impedire che la distruzione della scuola avvenga. Il ragazzo però la scaccia malamente, dicendo che la profezia non può compiersi se lei non c'è. Stufa del comportamento di Mercoledì, la direttrice Weems la espelle dalla Nevermore. Prima di andarsene, Mercoledì fa visita a Eugene all'ospedale, dove lui le dice che la figura che aveva visto dar fuoco alla caverna del mostro indossava degli stivali rossi. Mercoledì collega gli stivali rossi a quelli della professoressa Thornhill, capendo che è lei la vera padrona del mostro. 
Usando i suoi poteri di mutaforma, la direttrice Weems e Mercoledì riescono a far confessare alla Thornhill che la sua vera identità è quella di Laurel Gates, tornata per vendicarsi dei reietti. Tuttavia ella riesce a uccidere la direttrice avvelenandola con dell'estratto di belladonna e, dopo aver tramortito Mercoledì, la porta nella cripta di Crackstone. Usando il sangue di Mercoledì (necessario poiché discendente di Goody) e le parti del corpo asportate alle vittime dell'Hyde, Laurel resuscita il suo antenato Joseph Crackstone. L'uomo pugnala Mercoledì e si dirige verso la scuola insieme a Laurel, ma in soccorso appare lo spirito di Goody, che guarisce la ragazza attraverso il talismano della collana che Morticia aveva donato alla figlia.
Enid, riuscita finalmente a trasformarsi in lupo mannaro, salva Mercoledì da Tyler, a sua volta mutato in Hyde, e lo sceriffo rinviene il figlio privo di sensi, sconfitto da Enid e quindi tornato umano. Nel mentre, Crackstone mette a ferro e fuoco la Nevermore nel tentativo di distruggerla assieme a tutti i reietti che la popolano. Durante un duro combattimento, Xavier (che è stato aiutato da Mano a fuggire dalla polizia) scocca una freccia contro Crackstone, che la rimanda al mittente con la magia, ma Mercoledì fa scudo a Xavier e viene ferita alla spalla. Con l'aiuto di Bianca, Mercoledì uccide definitivamente Crackstone, mentre Laurel, cercando di sparare alla ragazza, viene assalita dalle api di Eugene, nel frattempo accorso alla Nevermore dall'ospedale specificamente per aiutare la sua amica, e messa K.O. da Mercoledì con un calcio in faccia. La battaglia è vinta. Enid, tornata in forma umana, corre incontro a Mercoledì che finalmente la abbraccia.
Xavier viene scagionato e Mercoledì parte per le vacanze estive, dopo aver ricevuto in dono da Xavier stesso il suo primo telefono cellulare, con la raccomandazione di scrivergli un messaggio. Durante il rientro a casa, qualcuno (con un numero sconosciuto) le invia sul cellulare delle foto che la ritraggono e un messaggio che dice "ti tengo d'occhio".
All'interno di un furgone blindato della polizia, Tyler, pesantemente incatenato, si trasforma nuovamente in Hyde.
- Guest star: George Burcea (Lurch)